# Berufsbildungszentrum Bremen

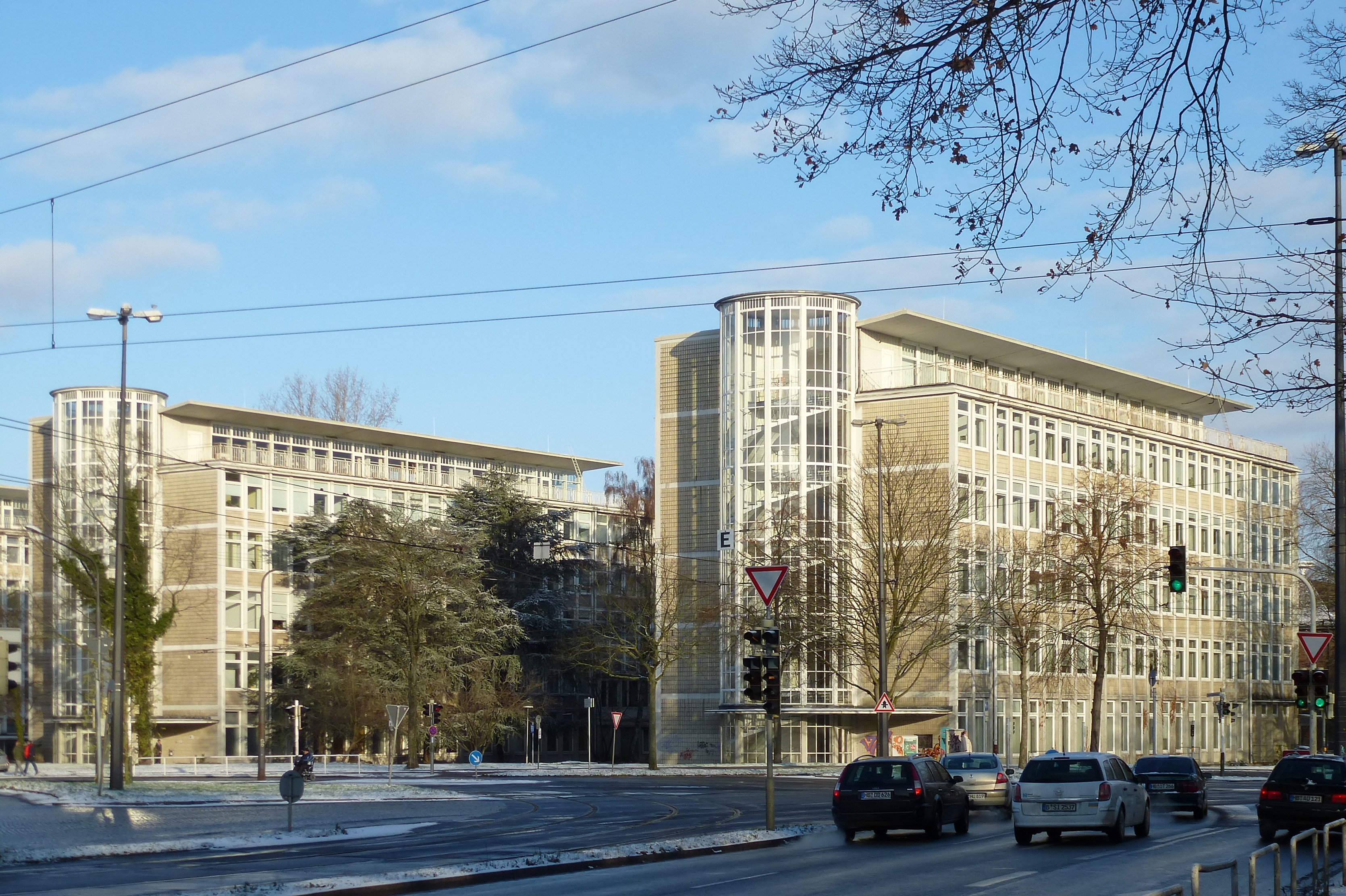
Berufsbildungszentrum Bremen (BBZ), Südseite

Das Berufsbildungszentrum Bremen (BBZ) in Bremen-Mitte in der Altstadt, Doventorscontrescarpe 172, ist ein Gebäudekomplex, in dem früher Berufsschulen untergebracht wurden.
Das Gebäude wurde 1973 als Bremer Kulturdenkmal unter Denkmalschutz gestellt.

## Geschichte
Zur Geschichte der gewerblichen Fortbildung in Bremen vor 1945 siehe das entsprechende Unterkapitel im Artikel Bremer Schulwesen.
Durch den Zweiten Weltkrieg waren die meisten Klassenräume zerstört worden. Das Berufsschulsystem musste nach 1945 zudem erheblich ausgebaut werden. Der US-amerikanische McCloy-Fonds schrieb deshalb 1950 unter Vorsitz des US-Hochkommissar für Deutschland John McCloy deutschlandweit einen Wettbewerb für den Berufsschulneubau aus, den Bremen mit einem Entwurf von Hans Krajewski gewann. Mit rund zwei Millionen D-Mark wurde dann die Baumaßnahme in Bremen vom McCloy-Fonds gefördert.
Von 1952 bis 1954 entstanden deshalb beim Stephaniviertel die vier sechsgeschossigen Blöcke A bis D des Berufsbildungszentrums als Bauten der Nachkriegszeit, nach Plänen von Hans Krajewski vom Hochbauamt Bremen. Oberschulrat Wilhelm Berger forderte dazu: „Die Grundanlage des Berufsschulhauses sollte soweit irgend möglich immer so durchgeführt werden, daß Klassenraum, Demonstrationsraum und Werkstatt zusammen mit Lehrmittelraum eine Einheit bilden, so daß einmal vielseitige Ausbildung und zum anderen ständiges Zusammenwirken von Theorie und Praxis immer möglich sein werden.“
Die weit auskragenden Flachdächer mit den einseitigen Staffelgeschossen, der sichtbare Skelettbau aus Beton, die gelb verklinkerten Ausfachungen und die zylinderförmigen Glastreppenhäuser prägen die Gestaltung der vier Gebäude. Der ursprünglich vorgesehene weitere Ausbau des Berufsbildungszentrums unterblieb.
Die Schule liegt direkt an den Wallanlagen. Die parkartige Freiraumgestaltung sollte eine landschaftsräumliche Verbindung zum Waller Grün herstellen. Durch die großen, westlichen Verkehrsbauten konnte diese Idee jedoch nicht realisiert werden.
1957 wurde auf dem Schulgelände, an der Südseite zwischen Block A und B, zum Gedenken an die verdiente Bremer Pädagogin und Frauenrechtlerin Agnes Heineken (1872–1954) das sogenannte Agnes-Heineken-Denkmal errichtet. Es besteht aus einer steinernen Stele mit ihrem Porträtkopf und wurde vom Bremer Bildhauer Kurt Lettow geschaffen.
Die Deckengestaltung der Eingangshalle vom Block A erfolgte 1954 durch den Künstler Henry Garde.

## Nutzung
Ab 1954 waren im Berufsbildungszentrum verschiedene Berufsschulen untergebracht. Rund 15.000 Auszubildende konnten im BBZ aufgenommen werden. Nachdem ab den späten 1970er Jahren im Rahmen einer Schulreform die verschiedenen Berufsschulen in Bremen dezentral an verschiedenen Schulzentren für den Sekundarbereich II untergebracht wurden, erfolgte nach Umbauten andere Nutzung des Gebäudekomplexes durch staatliche Dienststellen. Unter anderem erhielt das Bauordnungsamt im Block D zeitweise seinen Dienstsitz.
Aktuell befinden sich in den Gebäuden
- im Block A die Erwachsenenschule Bremen seit 1995, die als Abendgymnasium 1947 gegründet wurde,
- im Block B und C das Aus- und Fortbildungszentrum Bremen (AFZ),
- im Block B die Ausbildungsgesellschaft Bremen (ABiG),
- im Block C die Verwaltungsschule der Freien Hansestadt Bremen,
- im Block C die Hochschule für Öffentliche Verwaltung Bremen (HfÖV),
- im Block ? das Landesausgleichsamt Bremen,
- im Block D das Amt für Versorgung und Integration Bremen – kurz AVIB.

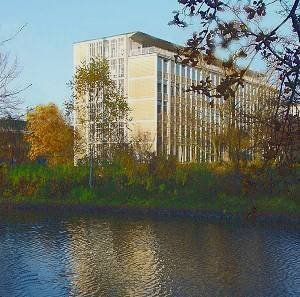
Südansicht Block A, Erwachsenenschule
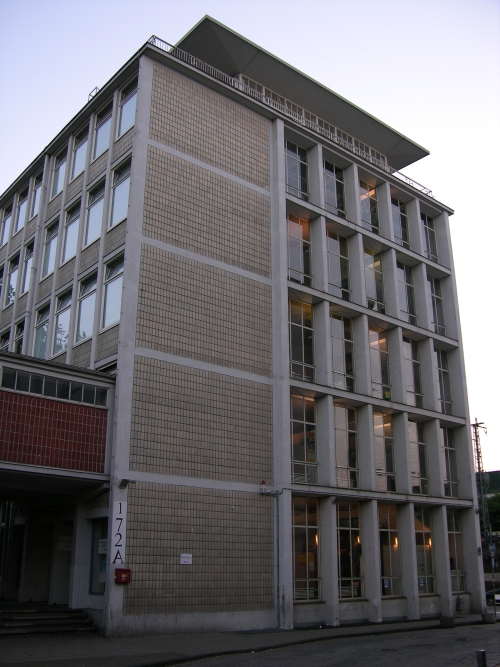
Nordost-Ansicht Block A, Erwachsenenschule
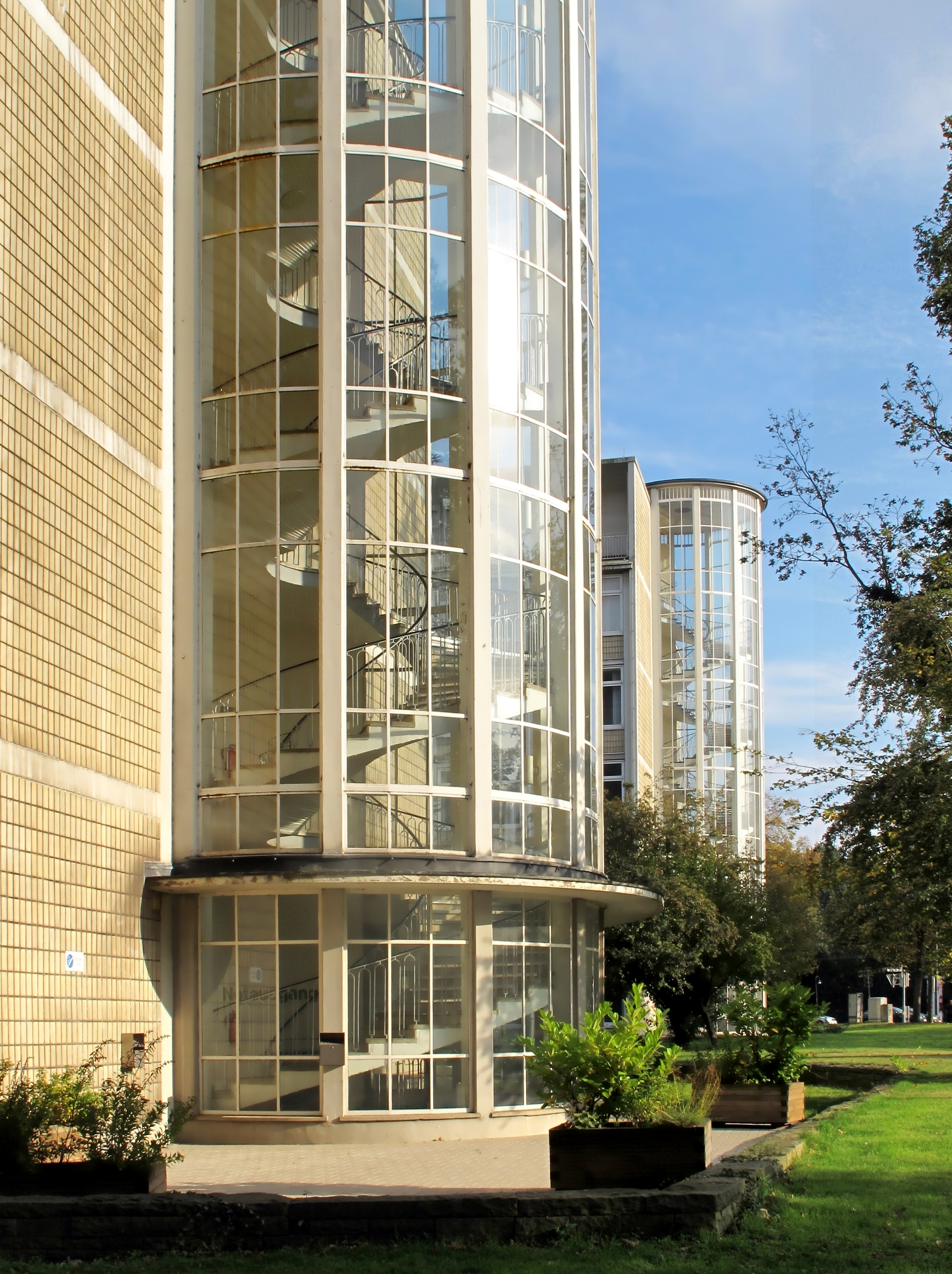
Treppenhäuser an den Südseiten von Block C und D (im Hintergrund)
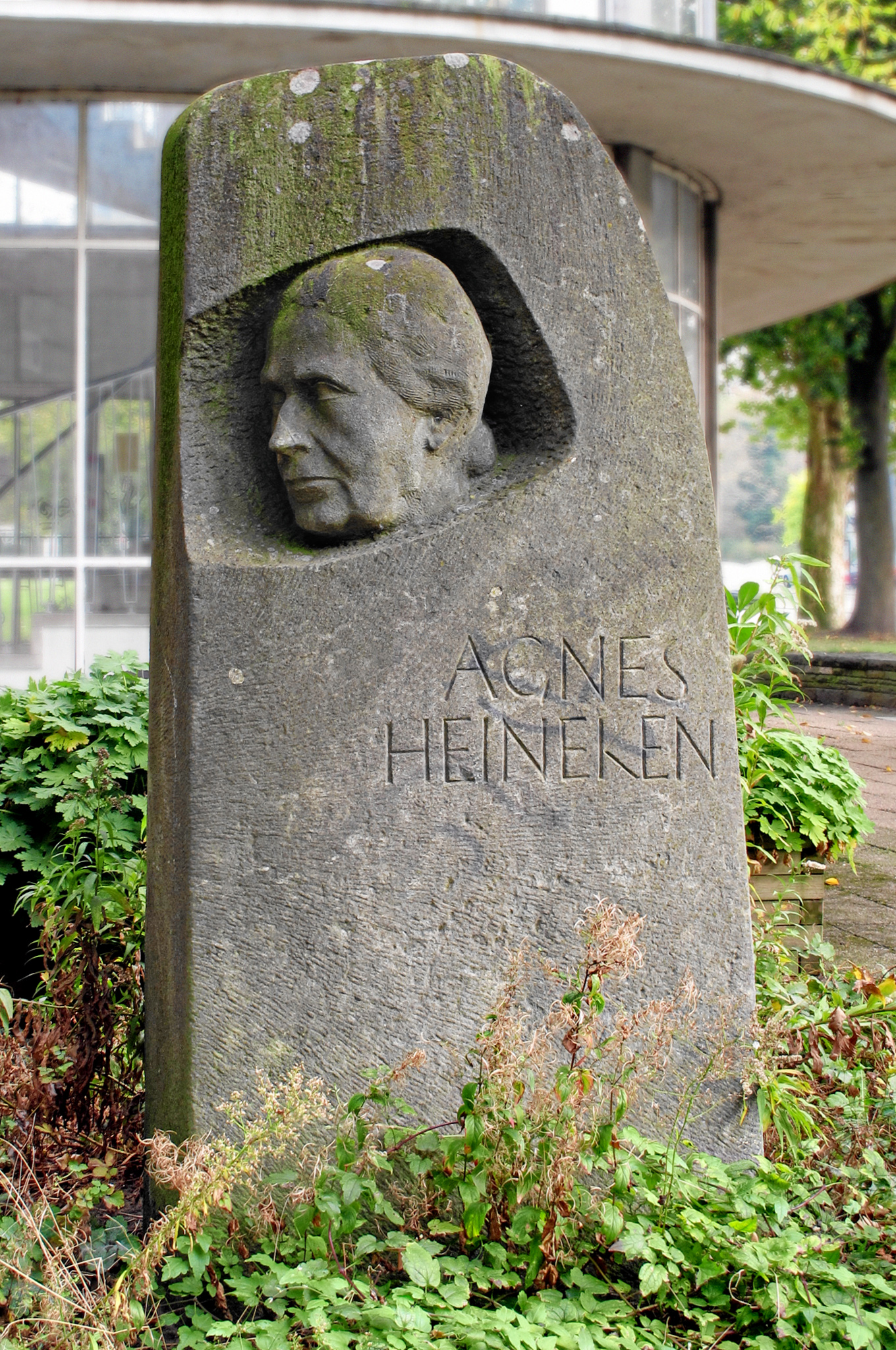
Agnes-Heineken-Denkmal an der Südseite zwischen Block A und B